# Wheatfield (Nueva York)
Wheatfield es un pueblo ubicado en el condado de  Niágara en el estado estadounidense de Nueva York. En el año 2000 tenía una población de 2,865 habitantes y una densidad poblacional de 30 personas por km².

## Geografía
Wheatfield se encuentra ubicado en las coordenadas 43°5′32″N 78°53′42″O / 43.09222, -78.89500.

## Demografía
Según la Oficina del Censo en 2000 los ingresos medios por hogar en la localidad eran de $51,700, y los ingresos medios por familia eran $61,315. Los hombres tenían unos ingresos medios de $42,076 frente a los $27,233 para las mujeres. La renta per cápita para la localidad era de $22,184. Alrededor del 4.2% de la población estaban por debajo del umbral de pobreza.